# Naissance en 1422
Naissance
- 1418
- 1419
- 1420
- 1421
- 1422
- 1423
- 1424
- 1425
- 1426

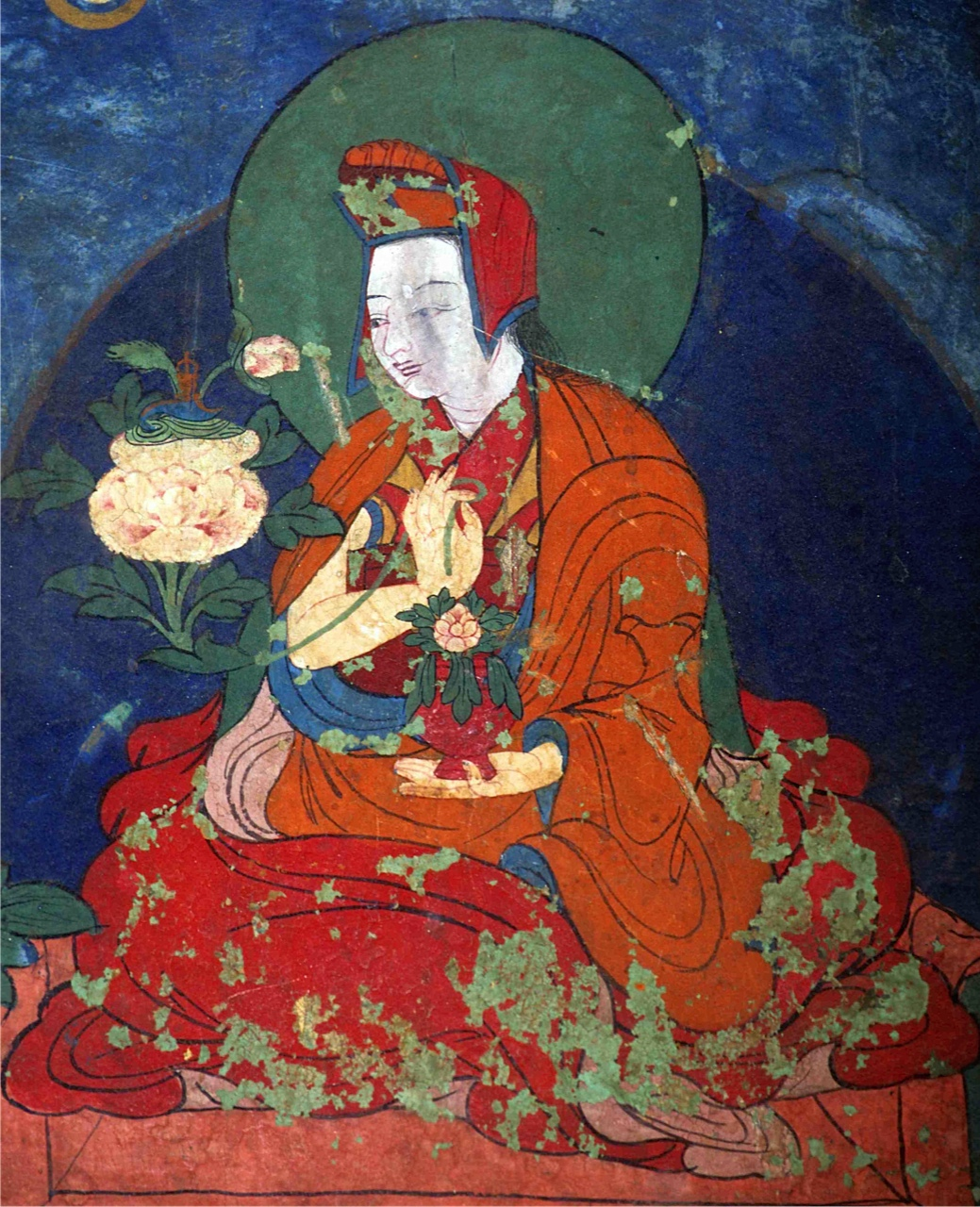
Chokyi Dronma, née en 1422.

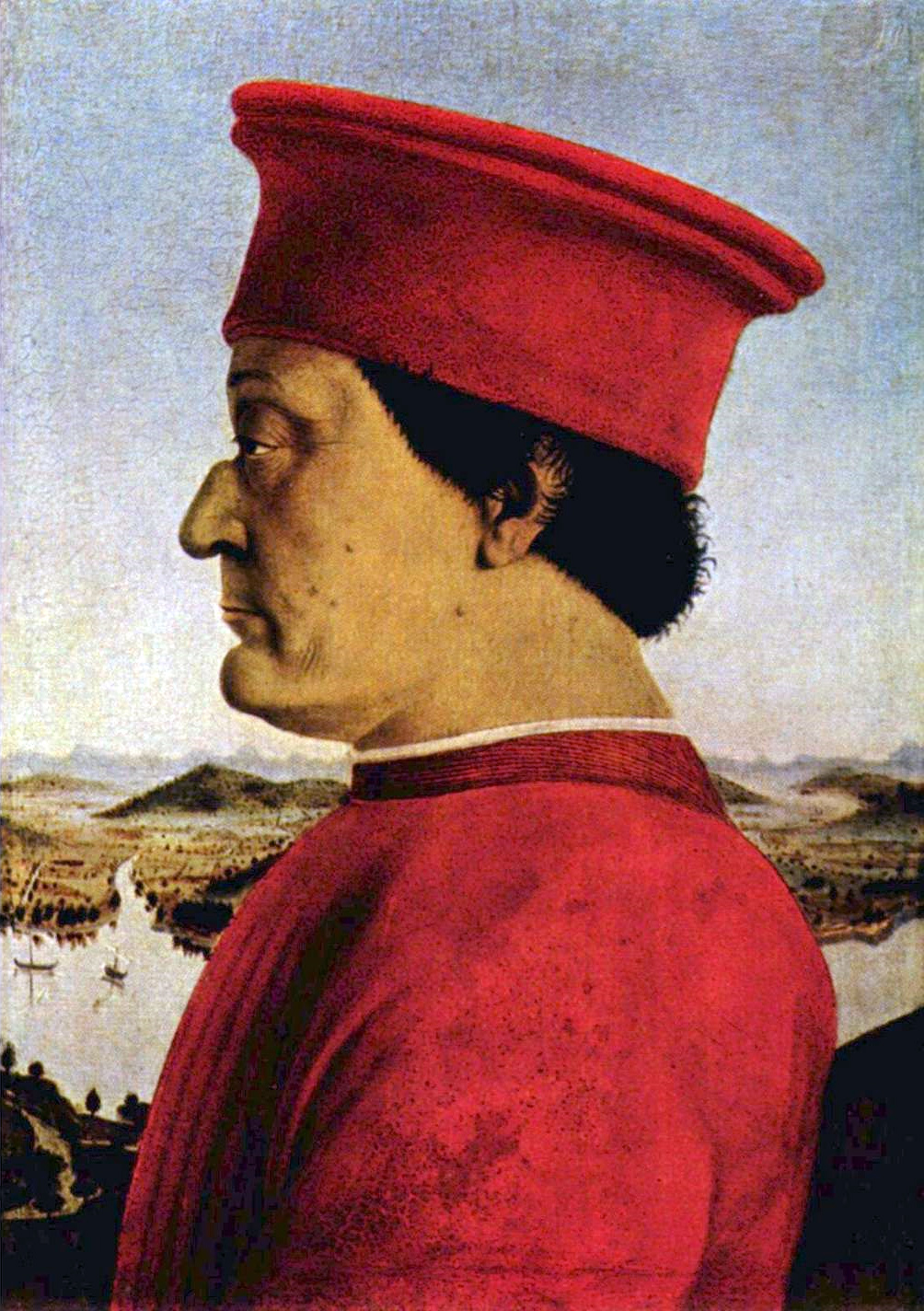
Frédéric III de Montefeltro, né en 1422.

Cette page dresse une liste de personnalités nées au cours de l'année 1422  :
- mars : William Caxton, négociant, diplomate, traducteur et imprimeur anglais.
- 8 mars : Giacomo Ammannati-Piccolomini, surnommé le cardinal de Pavie, cardinal italien.
- 22 mars : Agnès de Clèves, noble française.
- 21 mai : Henri de Saxe, prince de la maison de Wettin, margrave de Misnie et duc de Saxe.
- 7 juin : Frédéric III de Montefeltro, l'un des plus célèbres condottieri de la Renaissance, duc d'Urbino.
- 23 décembre : Louis d'Albret, cardinal français.

- Louis de Gruuthuse, ou Louis de Bruges, seigneur de Gruuthuse, prince de Steenhuyse, comte d'Udony, seigneur d’Oostkamp, Avelgem, Hamstede, Beveren, Tielt ter Hove, Espierres, chevalier de la Toison d'Or.
- Catalan de Monaco, souverain de Monaco.
- Adolphe II de Nassau, prince-électeur-archevêque de Mayence.
- Jean de Nivelle, ou Jean III (Ier) de Montmorency-Nevele, noble français ayant inspiré l'expression populaire « être comme ce chien de Jean de Nivelle (qui fuit quand on l'appelle) ».
- Francesco di Stefano Pesellino, peintre miniaturiste de l'école florentine.
- Chokyi Dronma, princesse de Gungthang, première Samding Dorje Phagmo.
- Babur Mirza, prince timouride.
- Agnès Sorel, maîtresse de Charles VII, roi de France.
- Giacopo Antonio Venier, dit le cardinal de Cuenca, cardinal italien.

date incertaine (vers 1422)
- Guillaume Chauvin, noble breton, seigneur du Bois et du Ponthus.
- Giovanni Battista Savelli, cardinal italien.

## Crédit d'auteurs
- Cet article est partiellement ou en totalité issu de l'article intitulé « 1422 » (voir la liste des auteurs).